# Vieux-Boucau-les-Bains
Vieux-Boucau-les-Bains är en kommun i departementet Landes i regionen Nouvelle-Aquitaine i sydvästra Frankrike. Kommunen ligger i kantonen Soustons som tillhör arrondissementet Dax. År 2022 hade Vieux-Boucau-les-Bains 1 682 invånare.

## Befolkningsutveckling
Antalet invånare i kommunen Vieux-Boucau-les-Bains
Referens:INSEE